# Parafia św. Stanisława biskupa i męczennika w Marklowicach
Parafia św. Stanisława biskupa i męczennika w Marklowicach – rzymskokatolicka parafia w Marklowicach należąca do dekanatu wodzisławskiego, istniejąca od 1888 roku. Wcześniej kościół filiarny Parafii WNMP w Wodzisławiu Śląskim.